# Centronyx
Centronyx – rodzaj ptaków z rodziny pasówek (Passerellidae).

## Występowanie
Rodzaj obejmuje gatunki występujące w Ameryce Północnej.

## Morfologia
Długość ciała 12–14 cm, masa ciała 10,6–21,5 g.

## Systematyka

### Etymologia
Nazwa rodzajowa jest połączeniem słów z języka greckiego: κεντρον kentron – „ostroga” oraz ονυξ onux, ονυχος onukhos – „pazur”.

### Gatunek typowy
Emberiza bairdii Audubon

### Podział systematyczny
Do rodzaju należą następujące gatunki:
- Centronyx bairdii (Audubon, 1844) – bagiennik łąkowy
- Centronyx henslowii (Audubon, 1829) – bagiennik rdzawoskrzydły